# Gandosso
Gandosso är en ort och kommun i provinsen Bergamo i regionen Lombardiet i Italien. Kommunen hade 1 457 invånare (2018).